# 緊急避妊薬

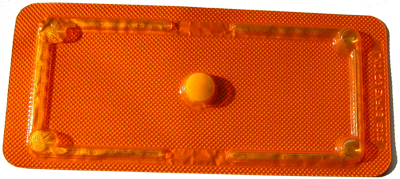
従来の緊急避妊薬のリスクを軽減させたことで、1999年にフランスでの正式商品化以降、各国で正式承認された「ノルレボ錠」

緊急避妊薬（きんきゅうひにんやく、英語: emergency contraceptive pill 、ECP）とは、性交から数日以内に服用し妊娠を回避するための経口薬のことで、避妊に失敗した場合等の望まない妊娠を防ぐために服用される。事後避妊薬、緊急避妊ピル、アフターピル、モーニングアフターピルとも呼ばれ、主に排卵を遅らせる作用で受精を妨げる。72時間タイプと120時間タイプの2種類があり、72時間(3日)を過ぎた際には後者を性交から5日以内に服用することが必要である。尿道球腺液や精子が腟内に入った直後から72時間又は120時間以内になるべく早めに服用することで、緊急的に高い確率で妊娠を阻止できる。妊娠（受精）を予防する薬であり、受精卵が出来た後は効果がない。流産を引き起こす中絶効果もない。
2023年12月公表の規制改革のための政府方針では、海外2カ国以上でスイッチOTC化されている医薬品については原則、2026年末までに日本でもOTC化することを目指すとしており、レボノルゲストレルも含まれる。なお、日本では2023年度厚労省公表では126,734件の中絶件数があり、また自殺した妊婦は2022年65名、2023年53名に登る。東京都は緊急避妊の診察ができる約500カ所の医療機関サイトを開設している。

## 概要
誰もが安く簡単に入手できることが望ましい薬として世界保健機関（WHO）の必須医薬品に掲載されている。
「医学的管理下におく必要はない安全な薬」と判断した90カ国以上では、処方箋なしで薬局で購入ができる。そして、19ヶ国のように公立病院など公的機関が無償提供している国もある。

### 緊急避妊薬開発史
1970年代より「ヤッペ法（Yuzpe法）」と呼ばれる中容量ピルを使った緊急避妊法が欧米で実施されており、日本でも「医師の判断と責任」によって緊急避妊法としてホルモン配合剤あるいは銅付加IUD（Cu-IUD、銅付き子宮内避妊器具）が利用されてきた。
1999年に、フランスで72時間（3日）以内の内服で妊娠阻止率が約81%の緊急避妊薬「レボノルゲストレル（LNG）（販売名:NorLevo（ノルレボ）,プランB等）」が認可され、世界保健機関(WHO)もレボノルゲストレルの導入を後押しした。日本では低用量ピルと同様に導入が遅れ、2011年に認可された。当時、アジアで認可されていないのは日本と北朝鮮だけであった。しかし後述のとおり、北朝鮮は1994年頃以降からIPPFが提供している低用量ピル（マーベロンなど）を受け取っていたため、事実上日本が最後の国であった。レボノルゲストレルは、世界90ヶ国以上で医師の診察による処方箋が要らない市販薬（OTC医薬品）やBPC医薬品として、薬局で入手できる。
2010年に、アメリカで120時間（5日）以内の内服で妊娠阻止率が約95%の緊急避妊薬「ウリプリスタル酢酸エステル（UPA）（販売名：Ella（エラ）, EllaOne, Esmya等）」が認可され、世界で広く使われているが、日本では認可されていない。2014年から欧州では処方箋なしで入手でき、その他50カ国以上で処方箋により入手可能である。
緊急避妊薬は早く使用すればするほど効果が出やすく、レボノルゲストレル（ノルレボ錠）の妊娠阻止率は、性交から24時間以内で95%、25 - 48時間以内で85%、48 - 72時間以内で58%である。ただし緊急時の使用を目的としており、妊娠を防ぐために日常的に使用することは、経口避妊薬（低用量ピル）などの定期的な使用ほど有効ではない。妊娠阻止率は100%ではないため、3週間以内に生理が来ない場合は妊娠検査薬や病院での妊娠検査が必要になる。緊急避妊薬は排卵を遅らせて受精を妨げるため、妊娠を予防するには次の生理が来るまで、又は経口避妊薬などを開始して7日間は性交を控えるかコンドーム等を使用する。経口避妊薬は緊急避妊薬の効果を弱める可能性があるため、緊急避妊薬の服用後5日間は使用しない。

緊急避妊薬や経口避妊薬で避妊は行えるが、コンドームが適切に使用されなかった場合、性感染症（STI）に感染する可能性があることに留意する必要がある。緊急避妊薬のアクセスの改善と並行して、「避妊には低用量ピルを内服または子宮内避妊具（IUD）を装着し、性感染症予防としてコンドームを使うことが望ましい。

「HPV（ヒトパピローマウイルス）の感染予防としてHPVワクチンを打ち、子宮頚がんの検査を受ける」「個人輸入薬は買わない」、「性的同意の上での性交と性暴力、最適な避妊法についてのパートナーとのコミュニケーション、人権やジェンダーについて学ぶ」などの性行為に伴うリスクを軽減するための避妊やその他の予防策の重要性についての性教育も同時並行で進める必要がある。加えて、「性的同意年齢の引き上げ（2023年度に16歳引き上げ済み）」「避妊拒否のDVを誰にも相談できないでいるケースへの対応」など若年女性への社会的支援が求められている。

### 種類
緊急避妊薬には、エストロゲンとプロゲスチン（黄体ホルモン）の配合薬、プロゲスチン単独薬（レボノルゲストレル）、抗プロゲスチン薬（ウリプリスタル酢酸エステル）など、様々な種類がある。

## レボノルゲストレル
1999年に従来の中容量ピルを使ったヤッペ法よりも副作用の少ない緊急避妊薬としてフランスで認可された。そして、WHOの後押しもあり、各国で正式承認されていった。
レボノルゲストレル（LNG）（販売名:ノルレボ錠,プランB等、ジェネリック：レボノルゲストレル錠）1.5mg錠は、性交後72時間以内に（できる限り速やかに）1回服用する。
妊娠阻止率は約85%だが、早く飲んだ方が効果は高く、性交から24時間以内の内服で95%、25 - 48時間以内で85%、48 - 72時間以内で58%である。72時間を越えた場合でも120時間までであれば効果が期待できるとされるが、時間経過により避妊効果は減弱する。また、排卵日付近の性交渉では81 - 84%である。
日本の第Ⅲ相臨床試験において、性交後72時間以内にノルレボを1回経口投与した結果、解析対象例63例のうち、妊娠例は1例で、妊娠阻止率は81.0%であった。全ての妊娠が防げるわけではなく、性交後72時間を超えて服用した場合は63%であり、時間と共に効果は減弱する。

### 作用機序
ノルレボによる作用機序は、排卵の抑制あるいは排卵の遅延によるものと考えられている。卵胞期（排卵前）に使用することによって排卵過程を妨げることが明らかにされている。LHサージ前（卵胞サイズ15mm未満）に緊急避妊薬の投与がされると、約80%の女性でその後5日以内の排卵が阻害されるか、あるいは排卵障害（LHサージの消失、もしくは卵胞破裂後にLHサージが現れる）が起こる。したがって緊急避妊薬を排卵前に投与することによって、その後5 - 7日間排卵が抑制され、その期間に女性の性器内に進入しているすべての精子が受精能力を失うことになる。また排卵後の服用であった場合黄体期のLH濃度の低下と黄体期の短縮での避妊効果を発揮する根拠となる。その他にも、受精の阻害と受精卵の着床を阻害する可能性が考えられている。
緊急避妊薬は主に排卵を遅らせる作用で妊娠を阻害し、受精卵の着床を阻害する作用する可能性は低いとされるため、排卵後の緊急避妊薬は効果がないことが示唆されている。WHOは、緊急避妊薬は排卵を遅らせることで受精を防ぐ薬であり、確立された妊娠を中断したり、発達中の胚に害を与えることはできないとしている。
ノルレボの添付文書では、次のように説明している。
【薬効薬理】本剤の子宮内膜に及ぼす作用，脱落膜腫形成に及ぼす作用，受精卵着床に及ぼす作用，子宮頸機能に及ぼす作用及び排卵・受精に及ぼす作用に関する各種非臨床試験を行った結果，本剤は主として排卵抑制作用により避妊効果を示すことが示唆され，その他に受精阻害作用及び受精卵着床阻害作用も関与する可能性が考えられた．—あすか製薬、ノルレボ添付文書

### 安全性
世界保健機関（WHO）は、緊急避妊薬のリスクが発生する女性も0ではなことは認めながらも、総合的には緊急避妊薬のベネフィット(利益)を上回るレベルではないとの立場である。具体的に、WHO生殖保健研究局によると、緊急避妊薬の使用者の中で、最も発生数が多かったリスクは吐き気であり、レボノルゲストレル単独使用者の14～23%が報告した。それでもレボノルゲストレルは吐き気率は他の緊急避妊薬よりは抑え目である。1998年のWHO試験において、レボノルゲストレル単独使用者で吐き気を訴えのは5.6%に対し、ユズペ療法使用者979名では18.8%である。2002年のWHO試験ではレボノルゲストレル単独使用者2,720名のうち吐き気を訴えのは1.4%まで落ちている。WHOの安全性に関するファクトシートには、「思春期を含むすべての女性に安全に使用できる」「妊娠初期に誤って服用しても胎児に影響を与えない」「重い副作用や、長く続く副作用はない」ことが示されている。3.6%に悪心が認められたという報告があるが、ヤッペ法と比べて嘔吐することは稀である。万が一、2時間以内に嘔吐した場合には、もう一度内服する。日本では処方に医師の診察が必要だが、基本的には問診のみであり、内診（股からの診察）や検査は行わない。
以前は子宮外妊娠のリスクが増えると考えられていたが、子宮外妊娠のリスクは上がらず、むしろ妊娠自体を防ぐことでリスクを下げることができる。136報の研究を解析したシステマティック・レビューでは、レボノルゲストレルの使用後に妊娠した307人のうち、子宮外妊娠は3人（約1%）であり、これは一般的な子宮外妊娠の割合と同程度であった。

#### 禁忌
緊急避妊薬を飲んではいけない人は、「これまでに緊急避妊薬を飲んで重篤なアレルギー症状が出たことがある人」「重篤な肝障害がある人（代謝能の低下により肝臓への負担が増加し、症状が増悪する可能性があるため）」「妊婦（成立した妊娠には効果がないためであり、胎児に害はない）」である。その他に肝障害のある場合、心疾患・腎疾患又はその既往歴のある場合（電解質代謝への影響によるナトリウムや体液の貯留により、症状が増悪する可能性がある）にも慎重を要する。また、重度の消化管障害あるいは消化管の吸収不良症候群がある場合、有効性が期待できないおそれがある。抗けいれん薬やHIV治療薬、セイヨウオトギリソウ（セント・ジョーンズ・ワート）含有食品と併用する場合も、効果が減弱するおそれがある。

## ウリプリスタル酢酸エステル
アメリカではエラワンの名称で販売され、1回だけ内服します。レボノルゲストレルより効果的である。無防備な性交後5日（120時間）以内に内服する必要があり、妊娠の可能性は約1.5％である。。欧州では処方箋なしで入手でき、その他50カ国以上で処方箋により入手可能であるだが日本では未認可である。
授乳中の女性が服用する場合には、ウリプリスタルが母乳中に移行する可能性があるため、服用後1週間は授乳を控え、搾乳した母乳は破棄することが推奨されている。

## ヤッペ法
1970年代に発表された中用量ピルを用いる「ヤッペ法（Yuzpe method）」が長らく緊急避妊の主流だった。そして、1999年にフランスでより安全性の高い「ノルレボ錠（レボノルゲストレル）」が認可され、WHOの後押しもあり各国で承認が進んだ。日本では2011年にノルレボ錠が「緊急避妊専用薬」として発売されるまで、ヤッペ法による緊急避妊が一般的に行われていた 。ヤッペ法とは、性交後72時間以内に中用量ピルを2錠、その12時間後に2錠内服する方法である。そして、妊娠阻止率は約57%であり、副作用として悪心・嘔吐などがあった。現在は、ヤッペ法ではなく緊急避妊薬のレボノルゲストレル（販売名:ノルレボ錠）やウリプリスタル酢酸エステル（販売名：エラ）が使われている。緊急避妊に代用された中用量ピルは、0.5mgのdl‐ノルゲストレル（NGR）と0.05mgのエチニルエストラジオール（EE）を含有するが、中用量ピルであれば緊急避妊として使用できると誤解している婦人科医師がいて、ソフィアA（1錠中ノルエチステロン 1.00mg，メストラノール0.05mg）、ソフィアC（1錠中ノルエチステロン 2.00mg，メストラノール0.10mg）などをプラノバール配合錠（1錠中ノルゲストレル 0.5mg，エチニルエストラジオール 0.05mg）と同様の方法で処方され、インターネットなどで情報を得ている女性の間で不安が広がった。

### 作用機序
Yuzpe法の作用機序については、1989年の文献で次のような説明がある。
1.血中LHピークの前に投与した場合/血中LHピークの低下や遅延により，無排卵，遅延排卵，または黄体期の短縮を起こす.

2.血中LHピークの後に投与した場合/血中プロゲステロン濃度の低下や子宮内膜の発育異常などの黄体機能不全を起こす.—南山堂、Pill 経口避妊法のすべて

## 子宮内避妊器具
銅付加IUD（銅付き子宮内避妊器具）は、通常、避妊のために用いられるが、緊急避妊法として使用されることもある。性交後120時間（5日）以内に子宮内に挿入すると、ほぼ100%の妊娠阻止率と緊急避妊の方法として最も効果が高く、入れたままにしておくと継続的に避妊ができるという利点もある。子宮内避妊具の挿入は、産婦人科の診察と内診台での処置が必要であり、緊急避妊のためにIUDを使用することは比較的まれである。
なお、日本国内では代表的な銅付加IUDである「ノバT380」について、製造販売元のバイエル薬品株式会社が2024年10月に販売中止を発表した。在庫がある医療機関では今後も使用される可能性があるが、新規出荷は順次終了する予定である。

## 日本
中用量ピルを用いた従来の緊急避妊法に代わる低リスクな緊急避妊薬(アフターピル)として、フランスでレボノルゲストレル（販売名：ノルレボ）が世界で初めて正式に認可された1999年は、日本では経口避妊薬（ピル）自体の承認がされた年であった。経口避妊薬の承認順として、1999年というのは国際連合加盟国の中で最も遅かった。なお、北朝鮮側が対外的に発表していなかったため知られていなかったが、経口避妊薬承認派である北村邦夫医師が国際機関であるIPPF(国際家族計画連盟)に照会した結果、北朝鮮は1994年頃以降からIPPFが提供している低用量ピル（マーベロンなど）を受け取っていたことが1997年6月に判明した。当時、北村医師自身も北朝鮮は経口避妊薬の承認はしていないと考えていたため、自身の照会に対するIPPFからの回答に衝撃を受けた
2019年5月の第5回「オンライン診療の適切な実施に関する指針の見直しに関する検討会」の資料によると、日本における年間の人工妊娠中絶数が16万人以上にのぼる一方で、緊急避妊薬は医師の診察による処方箋が必要であり、保険適用外で高価であることを理由に入手が容易ではない。緊急避妊薬は、「避妊をしない性交」「コンドームの破損や脱落」「経口避妊薬、避妊パッチ、避妊リング、注射による避妊の飲み忘れや飲み遅れ」「経口避妊薬使用後の嘔吐」「性暴力」など妊娠の可能性がある性行為後に、早く使用すればするほど効果が高くなるが、「受診への心理的ハードルがある」「夜間や休日は病院が開いていない」「高すぎる」など、薬への早期アクセスの悪さが問題になっている。支援団体の調査によれば、緊急避妊薬を希望したが入手できなかった人の78％が10代であり、若年層の中には「死ぬしかない」と思い詰めるケースも報告されている。2017年には、処方箋なしでの市販薬化（OTC化）が議論されたが、「経口避妊薬（低用量ピル）が海外のように普及していない」「性教育が遅れているため、不確実な避妊法を繰り返す人が増える」「転売など悪用の懸念がある」「性感染症が増える」などの理由で見送られた。
厚生労働省が2022年12月から翌年1月にかけてOTC化（処方箋なしの薬局販売）についてのパブリックコメントを募集したところ、4万6300件の意見が寄せられ、うち97％が賛成意見であった。その後、試験的に医師の処方箋なしでの販売の運用が開始になったが厚生労働省は2024年5月現在、「まだ十分なデータが確保されていない」として本格的な実施には至っていない。一方で、2024年11月、厚生労働省は勃起不全（ED）治療に用いる医療用医薬品OTC化検討に入った。スイッチOTC推進フォーラムでは、医師の働き方改革を考慮し医師と薬剤師が協働する中、OTCの価値を見出していくことが重要との意見が出ている。
なお、東京都では、2024年6月より緊急避妊の診察ができる医療機関サイトを開設した。政府は規制改革のため、海外2カ国以上でスイッチOTC化されている医薬品については原則、2026年末までに日本でもOTC化することを目指し、レボノルゲストレルも含まれる。また、2025年4月時点でこの薬は一部薬局販売試験が継続しているが、面前服用が条件になっている国はアメリカなど調査した7カ国では存在しない。韓国ではかつて韓国産科婦人科学会や宗教団体が生の乱れの懸念や深刻な副作用の恐れを掲げ反対していた。
2024年10月、国連女性差別撤廃委員は日本に対し、緊急避妊薬をすべての女性がアクセスできるように求め、薬局販売の際、16歳と17歳の場合に付された保護者の同意が必要という要件を撤廃するよう勧告した。
2024年3月、アメリカではコンビニエンスストアで緊急避妊薬を店頭販売することが発表された。販売するケイデンスOTC社は「コンビニが夜間まで開いていることからコンドームと同様に簡単に手に入り望まない妊娠を防げる」と表明した。
日本では、長年にわたり、虐待死する子どもの半数以上が0歳児である。2024年度の人工妊娠中絶件数は126,734件で、前年度に比べ4,009件（3.3%）増加し、26,734 件で、前年度に比べ 4,009 件（3.3%）増加している。年齢別では20～24歳が最多である。20歳未満では19歳が4,707件と最も多く、次いで18歳が2,641件となっている。
日本では、医師の診察を受け、処方箋を貰うことが必要なこと、公的保険の対象外であり約6000円から2万円までの費用がかかるため、薬へのアクセスが悪いとの意見がある。2017年から、日本でも市販薬化（OTC化）に向けた議論が行われているが、「性教育が遅れているため、乱用や悪用につながる」などを理由に、日本産婦人科医会は反対している。一方、日本医師会は薬剤師が十分な説明の上で、対面で服用させるとの男女共同参画会議第5次基本計画策定専門調査会の提言に2022年11月同意した。2023年1月の市販化についてのパブリックコメントでは、賛成の意見が約4万5000件、反対の意見が約300件で、全体の約97％が賛成する内容であった。
日本では経口避妊薬（低用量ピル）の承認に長い年月を要したために普及が遅れており、その要因とされる高齢男性に偏った意思決定や、「認可されれば女性の性行動が活発になり、性感染症の蔓延が危惧される」という懸念は、緊急避妊薬においても変わらないと指摘されている。性教育と「リプロダクティブ・ヘルス・ライツ（性と生殖に関する健康と権利）」に関しては、宗教右派が保守派の政治家と連動して反対をしてきた経緯もある。「性教育が先（性教育が行き渡り、低用量ピルなどの他の確実な避妊方法も含めて正しい知識が知られるようになることの方が先）」論については、これまで性教育を十分に受けてこられなかった女性に対して何の救済もないため、性教育も緊急避妊薬へのアクセスも両方一刻も早い対応を求める声がある。
2021年6月から、厚生労働省の「医療用から要指導・一般用への転用に関する評価検討会議」において緊急避妊薬の薬局での入手を実現する市民プロジェクト「新型コロナウイルス感染症の影響を踏まえ緊急避妊薬へのアクセス改善を求める要望書」を受け、再度スイッチOTC化が検討されることとなった。なお、医療用から要指導・一般用への転用に関する評価検討会議では、スイッチ OTC 化に当たっての課題点の整理とその対応策の取りまとめがなされる権限のみしか与えられていない。このため、取りまとめ結果は、薬事・食品衛生審議会に意見として提示され、審議会は評価検討会議の意見を踏まえ、企業等からの承認申請に対する承認の可否が審議される。その後、医薬品医療機器等法に基づき、医薬品医療機器等法同審議会の審議及び独立行政法人医薬品医療機器総合機構（PMDA）の審査の結果を踏まえ、最終的な承認は厚生労働大臣が行うものとなっている。
野田聖子男女共同参画担当大臣（当時）は、令和3年10月の計画実行・監視専門調査会において、緊急避妊薬について調査を行っていくとの政府意向に対し、インターネット上に情報は沢山あり、スマホを見て調べれば自分なら1日で調査できると語った。言い訳せず経産省を始め、ぜひ大協力してもらって取り組むべきとの趣旨を発言した。
2024年11月、厚生労働省は勃起不全（ED）治療に用いる医療用医薬品OTC化検討に入ったが、一方で、バイアグラ利用者による性暴力被害者は緊急避妊薬のOTC化が進まない現状に疑問を呈している。
2025年5月、厚生労働省は「第32回医療用から要指導・一般用への転用に関する評価検討会議」を開催し、緊急避妊薬のスイッチOTC化について議論し、意見をとりまとめ公表ののちに、可否を審議する薬事審議会（要指導・一般用医薬品部会）に提出される見通しとなった。

### 用語解説
- EC：Emergency Contraception：緊急避妊法。
- ECP： Emergency Contraceptive pills：緊急避妊薬。日本では医師の診察が必要な処方箋医薬品で保険適用外。
- オンライン診察：2019年7月に日本で緊急避妊薬のオンライン診療が可能になったが、「転売など組織的な犯罪に使用されるのを防ぐため、薬剤師の面前で内服」「避妊成否の確認のため、3週間後の産婦人科受診を確実に約束」という要件がついた[9][8]。
- OTC：Over The Counter：医師の処方箋なしに薬局の棚から直接購入できる市販薬・大衆薬・OTC医薬品[93][94]。
- BPC：Behind The Pharmacy Counter：医師の処方箋なしに薬剤師が管理できるカウンターに置かれ、販売には薬剤師の指導が必要な要指導医薬品[95]。日本にはBPCの分類がなく、2022年4月28日のOTC化検討会で創設の検討が論点にあがった[40][96]。
- スイッチOTC：医師の処方箋が必要な「処方薬（医療用医薬品）」から、処方箋の必要なく薬局で購入可能な「市販薬（一般用医薬品）」へ切り替える（スイッチする）こと。スイッチ OTC として承認された医薬品については、医薬品医療機器法4条5項3号の厚生労働省令で定める期間（原則3年間）の経過後、要指導医薬品からインターネット販売が可能な一般用医薬品（第一類医薬品）へと移行される[97][98]。
- OC：Oral Contraceptives（経口避妊薬・低容量ピル）：海外では経口避妊薬や子宮内避妊器具など、女性が主体の避妊方法が定着している[96]。初潮を迎えていれば服用可能[99][96]。避妊、生理痛の緩和、出血量の減少、月経前症候群（PMS）の緩和、生理日のコントロールなどの効果があり、月経困難症や子宮内膜症などの治療で使う場合は保険が適用される[79]。1969年にフランスで認可され、1999年に約30年遅れて日本で認可された[79]。日本では医師の処方が必要で、避妊目的は保険適用外[79]。フランスでは25歳以下は無料（避妊薬に関連する医師への相談、医療処置も含む）で、その他の人も保険が適用され3割負担である[100][101]。
- STI：性感染症。経口避妊薬や緊急避妊薬では防げない。日本では、コンドームが避妊方法として多く用いられるが、海外ではコンドームは避妊方法としてではなく性感染症対策として認識されている[96]。フランスでは25歳以下の人は性感染症を予防するためのコンドームが薬局で無料で入手でき、性感染症の検査も無料である[100][101]。
- リプロダクティブ・ヘルス・ライツ：自分の「性」に関することについて、心身ともに満たされて幸せを感じられ、またその状態を社会的にも認められている「セクシュアル・ヘルス」。妊娠したい人、妊娠したくない人、産む・産まないに興味も関心もない人、アセクシャルな人（無性愛、非性愛の人）問わず、心身ともに満たされ健康にいられる「リプロダクティブ・ヘルス」。セクシュアリティ「性」を、自分で決められる権利「セクシュアル・ライツ」。産むか産まないか、いつ・何人子どもを持つかを自分で決める権利「リプロダクティブ・ライツ」。それら4つの言葉の組み合わせで作られた権利のこと[29][102]。

### 承認、処方
日本では、2011年に緊急避妊薬の「ノルレボ錠」が承認され、2019年3月には日本産の後発医薬品が登場したが、医師の診断なしには処方されず、公的保険の対象外で高価である。2016年度の年間の人工妊娠中絶は約16万8千人であるのに対し、ノルレボの処方数は年間11万個であり、2018年に世界保健機関が勧告した「意図しない妊娠のリスクを抱えた全ての女性は、緊急避妊薬にアクセスする権利がある」に対して、まだ大きな課題を抱えている。
日本で、緊急避妊薬が処方された女性1414人に処方理由を聞いたところ、「コンドームが破れた・外れた」が最多であり、次いで「コンドームをつけなかった」という理由が多かった。緊急避妊薬OTC化に関する医師に対するアンケートでは、回答者の90%が処方経験がありその理由（複数回答）の95.5%がコンドームの脱落・破損だった。同意のない性交が36.1%、性暴力32.1%も含まれていた。この状況の背景には、日本の避妊の方法は男性のコンドームが75%で女性が使う経口避妊薬は6%にとどまり、日本では男性が行う避妊方法に偏っていることが挙げられた。諸外国で普及している妊娠を防ぐホルモンが含まれたスティックを皮下に埋め込む「避妊インプラント」、腹部などに貼るシール状の「避妊パッチ」、膣内に挿入する避妊リング、避妊注射なども日本では承認されていない。

### 費用の問題
日本では、緊急避妊薬・低用量ピルの処方、及び妊娠に関することは保険適用外で自費負担となり、緊急避妊薬は約6000円から2万円の費用がかかる。ただし、性犯罪被害の場合には、緊急避妊薬、性感染症検査費用、人工妊娠中絶費用、カウンセリング費用について一定額まで公費で負担される。性被害の事例は、証拠の採取や警察への連絡、被害者が負傷していたり、他の病気のリスクもあるため、緊急避妊薬の処方も含めて医師の診察が必要になる。フランスでは、性被害の有無に関係なく、全ての年齢の女性が医師の処方箋が無くても緊急避妊薬を無料で入手でき、経口妊娠中絶薬や麻酔を利用した出産の費用も全額払い戻される。また、25歳以下の人は無料で避妊（避妊薬に関連する医師への相談、医療処置も含む）をでき、性感染症を予防するためのコンドームや性感染症の検査も無料で受けられる。
日本では、女性の9人に1人が人工妊娠中絶を経験しているとの統計があり、2018年度の件数は出生数92万に対し人工中絶件数は16万を超える。医師会が「時期尚早」という理論で緊急避妊薬のOTC化や経口中絶薬を見送る背景には、日本において人工妊娠中絶は自由診療にあたるため患者の自費負担で15 - 30万円が相場であるが、推計240 - 510億円ほどの産業規模のマーケットであるため、その費用も病院には貴重な収入源であることが指摘されている。そのため、緊急避妊薬が容易に手に入るような環境が広まり、人工妊娠中絶の件数が減った場合に、医療機関の収入が減る可能性を医師が懸念すると主張する意見もある。

### リプロダクティブ・ヘルス・ライツ
「緊急避妊薬を薬局でプロジェクト」共同代表の福田和子は、「日本では緊急避妊薬が必要になる＝悪いことと思いがちだが、本来は心と体を守る当たり前の権利として認められているものです。そう認識することで、自分自身が使わないとしても、身近な人が苦しんでいるときに支えてあげられるのではないでしょうか」と述べている。
日本では、女性固有の問題である膣カンジダ症の一般用医薬品への転用には承認に25年以上かかる一方、発毛剤では6年という短期間で承認された。また、バイアグラは半年で承認されたにもかかわらず、経口避妊薬（低用量ピル）の承認には34年の年月を要したが、その要因とされる高齢男性に偏った意思決定は、緊急避妊薬においても変わらないと指摘されている。1997年当時の男性側の懸念「認可されれば女性の性行動が活発になり、性感染症の蔓延が危惧される」と変わらない議論が、今も行われている。本来、避妊やその方法は、社会全体の問題であると同時に、まずは「女性の生き方」の問題で「女性の生きる権利」の一部であるとの指摘がある。
2021年1月28日、日本の緊急避妊薬OTC化未承認問題については、「ランセット 地域保健西太平洋版（The Lancet Regional Health – Western Pacific）」にも「なぜ日本では緊急避妊薬へのアクセスが困難なのか？（Why is it so difficult to access emergency contraceptive pills in Japan?）」と題して掲載された。論文では、「現在の緊急避妊薬の議論は、『低用量ピルは性道徳を悪化させる』『性感染症を蔓延させる』など、ジェンダーに偏ったパターナリズム（父権主義）な主張がなされていた低用量ピルの承認をめぐる議論を思い起こさせる」とし、「当事者の声を尊重したエビデンスに基づいた政策を行うべきである」と述べている。
2023年1月に行われた緊急避妊薬OTC化に対するパブリックコメントを支援する団体には、今回の緊急避妊薬スイッチOTC化さえも実現されなければ、日本に絶望して、この国で子どもを産むのはやめようと思う、この絶望的な国で生きて欲しくないからとの意見が寄せられたと報道されている。

### 性教育
日本で緊急避妊薬の市販薬化が進まないのは、性の乱れが広がるという懸念が根深いのではないかという指摘がある。性教育と「リプロダクティブ・ヘルス・ライツ（性と生殖に関する健康と権利）」に関しては、旧統一教会などの宗教右派が「真の家庭」「純潔」を重視するため、自民党保守派と連携して「左翼的、文化共産主義」であるとして反対してきた。
イギリスの研究等では、若年層の緊急避妊薬に対する知識や⼿に⼊れやすさと、性的活動が活発になる可能性との間には相関関係はなく、「入手しやすくなっても無防備なセックスは増加しない」としている。WHOも「緊急避妊へのアクセスが良くなることによって、性的避妊リスク行動は増加しない」とする。
2019年5月20 - 26日、産婦人科医の有志9人が産婦人科医559人に行ったアンケートでは、6割以上が緊急避妊薬のOTC化とオンライン処方の両方を肯定した。OTC化については、薬剤師の指導に期待をかける声が目立った。また、緊急避妊薬を利用しやすくするには、98%が効果的な避妊についての知識の普及（性教育）が必要とし、約75%が学習指導要領を改定（中学校で「妊娠の経過は取り扱わない」とする、いわゆる「歯止め規定」を削除）するなどして保健の性教育の授業を充実させる必要があると答えた。
2019年5月31日、オンライン診療に関する国の検討会（厚生労働省による「第5回 オンライン診療の適切な実施に関する指針の見直しに関する検討会」）で、委員からは「若い女性は知識がない」「若い女性が悪用するかもしれない」など、男女ともに重要な課題である避妊や性教育に関して、女性だけの問題にする意見が見られた。
2020年7月、コロナ禍による影響を受けた若年層の妊娠不安増加を背景として緊急経口避妊薬の市販化への議論が高まったが、厚生労働省の評価検討会議では、日本産婦人科医会は、アメリカなどの緊急避妊ピルを常時使用している環境と比較し、性教育の不十分さや薬剤師の知識不足を理由に反対を表明した。検討会で日本産婦人科医会の宮崎亮一郎常務理事は、彼自身の薬剤師の妻が「ピルの話になると全くチンプンカンプン」であるため、薬剤師は知識不足であると発言した。これを受け、薬剤師からは「医師と薬剤師の関係性」と「女性の抑圧を当然視する思考」には、同様の「上位者は下位者を保護するために干渉し、自由や権利に制限を加えるのも仕方がない」とする「パターナリズム（父権主義）」に由来する思考様式があると指摘された。
2020年7月、日本産婦人科医会の前田津紀夫副会長は、NHKのニュース番組で緊急避妊薬の処方箋なしの薬局販売に反対する理由として、「日本では若い女性に対する性教育、避妊も含めてちゃんと教育してあげられる場があまりにも少ない」「“じゃあ次も使えばいいや”という安易な考えに流れてしまうことを心配している」とコメントし、「性教育が足りていないのは『若い女性』だけなのか？」と物議を醸した。批判の声には「緊急避妊薬も内服での中絶も海外では当たり前の選択肢だということを、私たちは知らされることすらない」「そういうことは『外で出せばOK』『生理中は妊娠しない』『事後コーラで洗えば大丈夫』と思ってる男性を撲滅してから言ってほしい」「『特定の医薬品を乱用するかもしれない』という利用者の倫理やモラルの問題は、緊急避妊薬に限った話ではなく、男女の性差や年齢は関係ない」などがあった。
2020年10月8日、第5次男女共同参画基本計画策定に当たっての基本的な考え方についての公聴会及び意見募集に寄せられた意見では、20代の女性は「女性自身は避妊の知識があるからアフターピルが薬局で買えることを望むのに、なぜ『私たちが無知』という前提にされるのか」「なぜ、望まぬ性行為後に積極的にできる避妊方法はアフターピルしかないのに、速やかに利用できないのか」という憤りと、「女性が自分の人生や自分の身体を管理することをこの国は認めていない」という怒りを表明している。
2021年10月、「国際ガールズ・デー」にあわせてNGOのジョイセフが行った調査では、若い女性ほど緊急避妊薬や低用量ピルについての知識があり、20代以下の女性では48%が入手方法も知っていた。
産婦人科医の宋美玄は、「男女共に性や生殖の知識が不足しているのは、日本の性教育が貧しかったことが原因であり、性教育は充実させていくべきだが、それは緊急避妊のアクセス改善を後回しにする理由にはならなく、同時に進めていくべきである」「私たちは女性を指導する立場である前に、味方でなければならない」と述べている。
望まない妊娠の背景には、知的障害・発達障害などによる性知識の不足と被害を訴えられない状況によって起こるケースもあり、国連からは障害者への性教育を巡っては、改善を求める勧告が出されている。

### 個人輸入
日本では、緊急避妊薬へのアクセスの悪さから、SNSなどを利用した個人輸入薬の転売や譲渡などの違法なやりとりが横行し、2019年2月には転売で逮捕者が出た。個人が自ら使用する範囲で、一定量の医薬品を輸入することは認められているが、他人に販売したり譲渡したりすることは薬機法違反となる。また、オンライン販売業者が販売する医薬品の品質や安全性の評価はされていないため、成分が足りずに妊娠を防ぐ効果が無いものや、危険な成分が含まれている可能性がある。個人輸入で服用した場合、重篤な副作用を起こしても医薬品副作用被害救済制度は適用されない。
カナダに拠点をおく非営利団体「ウィメン・オン・ウェブ（Women on Web、WoW）」は、オンライン診療を通して日本人女性にも避妊薬・妊娠中絶薬を処方しており、メールは日本語でも可能である。厚労省によると、WoWを通じて処方を受ける場合には制度上「個人輸入」にあたり医薬品医療機器等法（薬機法）に基づき医師の診断書や指示書が必要になるが、国外の医師の処方せんもこの指示書にあたるため問題がないとされる。この団体代表者レベッカ・ゴンパーツ医師は、国際人権規約の社会権規約（ICESCR）に批准している日本政府には、避妊薬、その他の避妊方法、緊急避妊薬、中絶薬を含むWHOの必須医薬品を確保する義務があると表明している。日本からWoWに連絡をした女性たち、支援を受けた女性たちは年々増加し、2011年から2020年までに合計4175件の相談件数と、2286件の避妊薬・妊娠中絶薬の発送件数があった。

### オンライン診察
2019年7月、日本でオンライン診察による処方が可能になったが、「転売や悪用の防止のために薬を薬剤師の前で服用させる『面前内服』」や「妊娠が回避できたか確認するために、3週間後に産婦人科を受診する」などの条件がついた。また、オンライン診療には、日本の緊急避妊薬に対する通常のアクセスの悪さ「高額すぎる」「休日は病院が開いていない」「受診には心理的ハードルがある」などに加え、「クレジットカード決済の病院が多く10代には支払えない」「配達の関係で72時間以内に服用できない」「配送料がかかる」などの問題がある。3週間後の受診については「3週間以内に明らかな月経があった場合は必要ない。市販の妊娠検査薬もあり、対面受診を必須とする医学的な根拠はない」と述べる医師もいる。米国小児科学会（AAP）は、緊急避妊薬の使用後3週間期間内に月経がない場合は、家での妊娠検査薬の使用または病院での妊娠検査を勧めている。
オンライン診察では、産科医以外にも研修を受けた医師が処方でき、2020年10月までに1100名の医師がオンライン診療研修を受けた。また、全国の薬局の薬剤師9000人を対象に、緊急避妊薬に関するオンライン研修も行われ、薬の効果やリスク、性被害に遭った人への対応などを学んだ。全国展開のドラッグストアでは、オンライン処方による緊急避妊薬の取り扱いを全店舗で開始した。
2022年2月、「緊急避妊薬の薬局での入手を実現する市民プロジェクト」が厚生労働省へ緊急避妊薬の早期OTC化を求める要望書を提出した。要望書では「OTC化の検討・課題整理を早急に進めること」「服用する当事者の負担にならない条件や対応を考慮すること」「WHO等国際機関の勧告を踏まえ、科学的根拠に基づいた緊急避妊薬の提供について検討すること」を求めている。「服用する当事者の負担にならない条件や対応を考慮すること」に関しては、オンライン診療に「転売を防ぐため薬剤師の面前で内服」「避妊成否の確認のため約3週間後に産婦人科医で対面受診」などの要件があることを紹介し、それらの表現を「避妊法の相談や性感染症の検査、子宮頸がん検診などのため産婦人科対面受診を推奨する」や「セックスから早く飲むほど効果が高いため、希望者には薬局で服用できるようにサポートする」に変更することを提案した。同様の要件はOTC化においても議論に挙がっている。
オンライン処方では薬を届ける時間がかかるため、性交後120時間（5日間）以内の服用で効果がある「ella（エラ）」という緊急避妊薬を輸入して処方する医師もいる。医師が、治療上緊急性があり、国内に代替品が流通していな薬を自己の患者の治療に用いるために輸入するのは、輸入許可を受けた上で認められている。

### 市販薬化をめぐる議論
日本では、緊急避妊薬レボノルゲストレルは、2011年の承認時より医師の診察が必要な処方箋医薬品であり、2017年からOTC化（処方箋なしで薬局で入手可能にすること）の議論が続いている。
海外では19ヵ国で市販薬として薬局などで直接購入が可能であり（OTC：Over The Counter）、76ヵ国で処方箋なしに薬局で薬剤師の服薬説明のもとで販売されている（BPC：Behind The Pharmacy Counter）。日本を除くG7（主要7カ国）では、アメリカ、イギリス、フランス、カナダはOTC、イタリア、ドイツはBPCである。病院や学校で無料提供している国もあり、アメリカの一部の大学では自販機でも購入できる。すでに安全性が担保された薬として簡単に入手ができ、市販薬を飲んだ後に受診の義務もない。WHOは「思春期を含むすべての女性が安全に使用できる薬であり、医学的管理下におく必要はない」とし、国際産婦人科連合（FIGO）は「医師によるスクリーニングや評価は不要であり、薬局カウンターでの販売が可能」としている。WHOやFIGOは「避妊や家族計画は健康を守る上で不可欠で基本的な権利であり、薬局での販売の検討を含め、緊急避妊薬を必要とする女性のすべてが確実にアクセスできるようにすべき」と提言している。先進国では、緊急避妊薬を含む避妊方法への価格的、地理・時間的なアクセス保障は、「女性の権利」「性と生殖の権利」の観点から重要な問題と認識されている。

#### 2017年
- 2017年7月26日、OTC化検討会（厚生労働省による「第2回 医療用から要指導・一般用への転用に関する評価検討会議」）にて、緊急避妊薬のOTC化が議題に上がるが、「経口避妊薬（低用量ピル）が海外のように普及していない」「性教育が遅れているため、乱用や悪用につながる」「性感染症が増える」「薬局で対応する薬剤師の知識が不十分」などを理由に「時期尚早」として否決された[159][160]。鈴木邦彦日本医師会常任理事は、検討会では医師の関与の必要性、緊急避妊薬への国民の理解度、販売体制の問題が示され、とてもOTCにできないという結論であり、反対意見ばかりで賛成は誰もいなかったとの見解を示した[161]。薬剤師会もまた緊急避妊薬のOTC化について、今の制度ではスイッチ後に原則3年で要指導医薬品からインターネット販売が可能な一般用医薬品になるとして反対した[162]。

- 2017年9 - 10月、緊急避妊薬のOTC化に関するパブリックコメント（意見公募）は「今は時期尚早で否」という結論ありきで行われ[163]、348件のうち賛成が320件、反対はわずか28件と賛成が大多数だったにもかかわらず、国民の意思が反映されない結果となった[164]。

#### 2019年
- 2019年5月31日、オンライン診療に関する国の検討会（厚生労働省による「第5回 オンライン診療の適切な実施に関する指針の見直しに関する検討会」）で、緊急避妊薬をオンライン診療で処方できるようにする案を大筋で合意した[134]。検討会委員12人のうち女性は1人だった[165][166]。検討会で、ささえあい医療人権センターCOML理事長の山口育子が、「産婦人科受診に抵抗を感じる女性が多いため、受診に精神的な負担のあるときもオンライン診療を可能とすべき」「諸外国では薬局で緊急避妊薬を購入できるところもある」と述べた。この提案に多くの構成員は賛同したが、「『精神的負担のあるとき』との表現はあまりに広すぎ」「諸外国と日本の文化が異なるため、対象が無制限に広がってはいけない」との指摘もあった（今村聡：日本医師会副会長、黒木春郎：医療法人社団嗣業の会理事長・日本オンライン診療研究会会長ら）[167]。また、日本医師会副会長の今村聡は「(緊急避妊薬へのアクセスが)無制限に広がってしまうのも困るという思いがありま す」と発言をし、WHOの「誰もが安く簡単に入手できることが望ましい」とは異なる姿勢を示した[168]。また、この検討会では、「若い女性は知識がない」「若い女性が悪用するかもしれない」など、男女ともに重要な課題である避妊や性教育に関して、女性だけの問題にする意見が見られた[134]。

- 2019年7月、緊急避妊薬のオンライン診療が可能になったが、「転売など組織的な犯罪に使用されるのを防ぐため、薬剤師の面前で内服」「避妊成否の確認のため、3週間後の産婦人科受診を確実に約束」という要件がついた[9][8]。

#### 2020年
- 2020年7月8日、OTC化検討会（厚生労働省による「第10回 医療用から要指導・一般用への転用に関する評価検討会議」）で緊急避妊薬のOTC化が議題に上がり、委員16名中に女性は3名だった[169]。検討会では、アメリカなどの経口避妊薬が普及している国と比べて、性教育の不十分さや薬剤師の知識不足などが反対理由としてあげられた[160]。不許可に対しドラッグストアの業界団体や一部薬剤師らが反発し、一部の産婦人科医からも、緊急避妊薬は早ければ早いほど効果があることを述べ、休日で病院が開いていない際に女性を守る視点が欠けているとの意見もあった。

- 2020年10月8日、内閣府の第5次男女共同参画基本計画案に、緊急避妊薬が処方箋なしでも薬局で入手できる市販薬化の方針が盛り込まれ、12月25日閣議決定された[170][171]。専門の研修を受けた薬剤師の十分な説明の上で、対面で服用すること等を条件にしている[170][171]。

- 2020年10月14日、日本医師会の猪口雄二副会長は、第5次男女共同参画基本計画案に対する見解を示し、緊急避妊薬へのアクセスの悪さに対する改善策として、「2019年から厚生労働省ホームページ内に、身近な医療機関を探せるよう、緊急避妊の対面診療が可能な産婦人科医療機関等の一覧が、都道府県ごとに公表されている」「産婦人科以外の医師でも緊急避妊薬を適切に処方できるよう、全国で1000名以上の医師が緊急避妊に関する研修を修了している」「全国で2960人の薬剤師が、日本産婦人科医会監修による研修を修了し、緊急避妊薬の調剤に応じられるようになっている」ことを説明した[172]。また、専門の研修を受けた薬剤師が十分な説明の上で、対面で服用させることには同意を示した[172]。OTC化については、2017年の検討会で、性教育の必要性が議論されたことに言及し、「厚労省と共に現状を改めて確認したい」とし、「医師の責務として、より受診しやすい環境を整える」とした[172]。

- 2020年10月21日、日本産婦人科医会（木下勝之会長）は記者会見で、知識不足である女性が気軽に薬局で購入できる状況になることを憂慮し、まだ早いとの意見を述べた[139]。

- 2020年10月27日、市民団体が、緊急避妊薬を処方箋がなくても、薬局で購入できるよう求めることに賛同する10万7000人分の署名を、厚生労働省に提出した[173][174]。

- 2020年10月28日、OTC化検討会（厚生労働省による「第12回 医療用から要指導・一般用への転用に関する評価検討会議」）で、検討会議はこれまでのOTC化の可否を決定するものから、OTC化促進へ向けた課題解決案を話し合う場へと姿を変える見通しとなった[175]。薬剤交付後の服薬管理の実施や、医師への情報フィードバックなどが課題として話し合われる見込みとされた[175]。

- 2020年11月、日本保健薬局協会は、薬剤師の技量を磨き緊急避妊薬をOTCとして薬局で提供することは可能と思うとの見解を示した[176]。

- 2020年11月6日、京都大学SPH薬局情報グループは、販売する際の対応に不安を抱く薬剤師のために、薬剤師向けの緊急避妊薬の学習動画を公開し、理解力に関するアンケートを実施した。「薬剤師なんかに任せたら性暴力も見逃してただ売るだけになる」との産婦人科医意見があったことへの反発をきっかけにして京都大学の特定講師の薬剤師と博士課程在籍の医師が作成した[177]。

- 2020年12月、日本産科婦人科学会の木村正理事長は定例記者会見で「いろんな条件が成熟していない」とし、導入に極めて慎重な姿勢を示した[178]。

#### 2021年
- 2021年5月、「緊急避妊薬の薬局での入手を実現する市民プロジェクト」が厚生労働省へ緊急避妊薬の早期OTC化を求める要望書を提出した[64][152]。コロナ禍に意図しない妊娠に悩む女性からの相談が急増したことや、オンライン診療の導入により「緊急避妊薬に対する薬剤師の研修が進んだ」などの大きな変化により、再度OTC化（処方箋なしで薬局で入手可能にすること）が求められた[35][152]。2019年7月のオンライン診察の導入にあたっては、厚生労働省が全国の薬局の薬剤師9000人を対象に、緊急避妊薬に関するオンライン研修を行い、薬剤師は薬の効果やリスク、性被害に遭った人への対応などを学んだ[152]。ドラッグストアチェーンもも全国の店舗に緊急避妊薬を配備した[152][154]。市民プロジェクトの共同代表である産婦人科医師は「女性の権利として緊急避妊薬へのアクセスを改善してほしい」「『子どもを産むのか』、『産むなら何人か』といった性に関する判断や意思決定を、女性が他人から管理されずに自分で決められるよう尊重し、世界標準の方法と価格で薬を手に入れて、自分の体を自分で守れるようにすべき」と述べた[152]。

- 2021年6月7日、OTC化検討会（厚生労働省による「第16回 医療用から要指導・一般用への転用に関する評価検討会議」）で、2017年から4年ぶりに緊急避妊薬のOTC化について審議が再開され、検討の進め方を話し合った[179][180][181]。

- 2021年6月18日、国が薬局での販売を再検討するよう打ち出した[66]。政府の「経済財政運営と改革の基本方針（骨太の方針）2021」により、緊急避妊薬OTC化の検討を年度中に開始することが閣議決定された[182]。

- 2021年10月4日、OTC化検討会（厚生労働省による「第17回 医療用から要指導・一般用への転用に関する評価検討会議」）で、OTC化について海外調査を行い、次回会議にて結果報告をする方針が示された。検討会の議論では、日本産婦人科医会理事が「薬局での販売は、確実な避妊法の普及を滞らせる可能性がある」「性教育の充実がまず必要」と述べ、推進派の産婦人科医は「性教育の充実は、いつ誰がジャッジメントするのか」「選択肢を広げるといった視点を持って、女性の健康と権利を尊重する社会に変わってほしい」と述べた[66]。
また、この検討会では、2021年8 - 9月に日本産婦人科医会が行った緊急避妊薬の市販薬化について「産婦人科医の91％が反対」と結論づけたアンケートは、「賛成62％、反対42％」だったと訂正された[183][184]。アンケートでは、OTC化に「賛成（条件付き賛成を含む）」と回答した上で、性教育や性暴力被害者のためのワンストップセンターの充実などの「設けた方が良いと思う要件または必要と思われる取り組み」を選択肢から選んで回答した人は、「『現状のままでは反対』の反対派」としてカウントされていた[183]。アンケートに回答した医師は、「アンケートの質問自体が誘導的」「団体の思惑に合った回答を作り出そうとする作為性を感じる」と語り、日本産婦人科医会については「組織の利益ではなく、女性たちに必要な医療を提供するために何が必要かという視点で活動してほしい」と述べた[184]。

#### 2022年
- 2022年3月10日、OTC化検討会（厚生労働省による「第19回 医療用から要指導・一般用への転用に関する評価検討会議」）で、海外の実態調査の結果が報告され、次回の検討会で解決策の検討を行うことになった[185][186]。議論が先送りされたことに対し、薬事日報のコラムは、「検討会の医師を代表する構成員の意見から、緊急避妊薬のOTC化を回避する強い意志を感じ、日本での緊急避妊薬のOTC化は不可能かもしれない」「日本ではどのくらいの本気度で女性の人権、健康で守ろうとしているのか、世界からの視線が注がれていることを忘れてはならない」と記した[187]。

- 2022年4月28日、OTC化検討会（厚生労働省による「第20回 医療用から要指導・一般用への転用に関する評価検討会議」）で、薬剤師からの説明を必須とするBPC（Behind the pharmacy Counter）の創設が論点にあがった[40][96]。日本産婦人科医会常務理事の種部恭子は、「OTCではなくBPCであることは必要であり、海外ではOTC化の際に産婦人科受診のハードルを下げる仕組みや性教育の拡充など、安全装置も導入されている」と話した[40][96]。また、種部は薬剤師の覚悟について質問し、日本女性薬剤師会理事の渡邊美知子は、「責任を持って対応したい。医療のことだけではなく、性教育や命の教育などいろんなところと手を携えたい。OTC化は進めた方がいいと思う」と述べた[40][96]。検討会の後、日本薬剤師会の会長は「不平等をどう解消するか議論しないといけないのに、市販化がだめな理由ばかり挙げられ、薬剤師に任せて大丈夫か毎回問われる審議のあり方が不満」と述べている。また、対応可能な薬局として掲載されているが実際には在庫がない実態を指摘され、「不良在庫覚悟で一覧掲載の各薬局で必ず在庫を置くようにした」と語った[188]。
次回の会議では、パブリックコメントの調査をどう進めるかを議論する[189]。

- 2022年9月30日、OTC化検討会（厚生労働省による「第22回 医療用から要指導・一般用への転用に関する評価検討会議」）は、パブリックコメントを実施することを決定した。検討会はパブリックコメントを元に報告書を作成する[190]。

- 2022年12月、パブリックコメント（意見公募）の募集を開始した[191][192]。2023年1月31日まで募集し、検討会議が意見をまとめて厚労省審議会部会に提示する[193][98]。 OTC 化の課題点とその対応策等については、パブリックコメントで寄せられた意見を踏まえて、次回以降の検討会議で議論する[194]。

- 2022年12月26日、自民党の「地域で安心して分娩できる医療施設の存続を目指す議員連盟」（武見敬三会長）が、「緊急避妊薬の安全使用や悪用防止を図る」ため、OTC化（市販化）に慎重な対応を厚生労働大臣に要請した[63][98]。この議員連盟は、日本産婦人科医会が武見敬三参議院議員に働きかけで発足したものであり、日本産婦人科医会の意見が強く反映されている[195][63][60][174]。

#### 2023年
- 2023年1月10日、医療従事者向けサイト「m3.com」で、医師会員を対象に「緊急避妊薬のOTC化」に関するアンケートを行い、勤務医の73.0％、開業医の60.4％が「賛成」「条件付き賛成」であり、「反対（勤務医8.5％、開業医20.7％）」を大きく上回った[49]。年代別では、若い世代ほど賛成が多い傾向が見られた[49]。2019年の同様のアンケートでは、「賛成」は勤務医40.4％、開業医29.4％、「反対」は勤務医30.2％、開業医43.0％であり、4年前と比べ賛成が大きく増えた[196][49]。賛成の意見には「内服時間制限がある」「産婦人科を受診する行為は、時間のロスと敷居が高くてやめる人がいる」「救急外来で処方するときも、研修医による問診と説明のみで処方しているので、薬剤師が同様の対応をできるなら賛成」「避妊できなかったことを責めるようなスタッフが多い」「望まない妊娠を減らすことが母子の安全につながる」「女性の安全性は必須であり、性教育とは別の問題」「女性が妊娠是非の自由意思を得る第一歩になる」など、薬への早期アクセスの必要性や産婦人科を受診するハードルの高さ、女性の権利擁護などの視点からの意見があった[49]。一方、反対意見には「副作用の説明や月経周期の確認、経口避妊薬の説明など医師から説明した上で飲んでもらいたい」「男が緊急避妊薬を買ってこっそり飲ませる事件は想定されているのか」など、教育の必要性や悪用を懸念する声があった[49]。

- 2023年1月にOTC化についてパブリックコメントが実施された。4万6300件の意見が寄せられ、97％が賛成であった。一方、地域で安心して分娩できる医療施設の存続を目指す議員連盟は自民党と厚生労働大臣に同薬について慎重な取り扱いをするよう申し入れを行った[197][68]。

- 夏から「緊急避妊薬（アフターピル）」を試験的に医師の処方箋なしでの販売の運用を開始することを決めた。[198]

- 「地域で安心して分娩できる医療施設の存続を目指す議員連盟」（武見敬三会長）の代表者として本件に慎重な対応を厚生労働大臣に要請した武見敬三が、2023年9月に厚生労働大臣に就任し、就任会見で本件について質問され、非常に重要な課題だとし、「これから大臣としての立場で、これをどのように取り組むか、その姿勢をこれから確実に検討して確立していきたい」と述べるに留まった[199]。

- 地域での同薬販売の実施主体となる日本薬剤師会は、11月20日から各県2～3店舗で販売を始める方針を公表した[200]。

- 若い世代の意図しない妊娠を防ぐため、岡山県のＮＰＯ法人が2023年9月から24歳以下を対象に「緊急避妊薬」の無償提供を始めた[201]。

- 2023年12月、政府は規制改革のため、海外2カ国以上でスイッチOTC化されている医薬品については原則、2026年末までに日本でもOTC化することを目指す方針を公表した。レボノルゲストレルも含まれる[202]。

#### 2024年
- 2024年3月19日の参議院予算審議会において、田島麻衣子議員は緊急避妊薬問題を取り上げ、武見敬三厚生労働大臣に対し日本医師会等から献金授受や大臣が議員連盟会長としてOTC化（市販化）に慎重な対応を厚労相に要請した[63]ことについて追求した。また10万を超える価格設定をしないよう、国民の方向を見て決定するよう迫った[203]。
- 厚労省は、2024年5月、日本薬剤師会にて研究事業（研究名「緊急避妊薬販売に係る環境整備のためのモデル的調査研究」として、2023年11月末より実施した成果を「緊急避妊薬のスイッチOTC化に係る環境整備のための調査事業　結果報告書」として出した[204]。「とても満足」や「おおむね満足」の「満足」と回答したのは95％であり、土日入手は全体の27％、医師の診察を希望しないは82.2％であった。厚生労働省は「まだ十分なデータが確保されていない」と判断している[205]。日本薬剤師会は、2025年1月までより多くのデータ収集のために試験販売を実施する薬局数を増やす方針としている[206]。一方、東京都では説明のないまま試験販売が1カ月、利用者の受診率が低かったことから日本産婦人科医会が問題視して研究を止めて内容を精査する必要があると訴えたことで東京薬剤師会の独自判断で中断する一幕もあったと報道される事態に陥った[207]。
- 日本における低ピル使用率が導入のネックとして審議会での発言があったが、オンライン・ピル処方サービスの「スマルナ」を運営をしているネクイノの調査では、2018年が3.2%、2022年には6.1%と、5年に満たない期間で推定服用率は約2倍に増加した。コロナ禍での初回からのオンライン診療の影響も考えられると報道されている[208]。

- 2024年10月、国連女性差別撤廃委員は日本に対し、緊急避妊薬をすべての女性がアクセスできるように求め、薬局販売の際、16歳と17歳の場合に付された保護者の同意が必要という要件を撤廃するよう勧告した[209]。

#### 2025年
- 2025年4月の衆議院の4月16被厚生労働委員会において、改正薬機法を原案通り賛成多数で可決した。また19の付帯決議も決したがその16番目に「国連女子差別撤廃委員会の勧告を尊重し、緊急避妊薬の全国の薬局での恒久的な販売について面前服用をはじめ、年齢制限、親の同意、価格などのセクシュアル・リプロダクティブ・ヘルスアンドライツに関する諸課題について、これまでヒアリングやパブリックコメントでしか意見を聞いてこなかった当事者、とりわけ若い世代の意見を代表するものを検討の場に参画せしめること。」と明記された[210]。

- 2025年5月、あすか製薬は緊急避妊薬「ノルレボ」を処方箋がなくても薬局などで購入できる「スイッチOTC医薬品」として厚生労働省に2024年6月に承認申請しているが承認時期未定であることを明かした[211]。

- 2025年5月23日、厚生労働省は「第32回医療用から要指導・一般用への転用に関する評価検討会議」を開催し、緊急避妊薬のスイッチOTC化の審議意見をとりまとめ公表ののちに、可否を審議する薬事審議会（要指導・一般用医薬品部会）に提出される見通しとなった。同会には市民団体の「緊急避妊薬の薬局での入手を実現する市民プロジェクト」共同代表代表の染矢明日香などが出席した。同会では「面前服用」意見は不一致で、一方、年齢制限は必要ない、保護者の同意も必要ないことは意見の一致があった[212]。

## 各国の事例
日本・韓国・台湾など処方箋が求められる国や中国や欧米など処方箋が必要ない国もある。参照によると19カ国では、無償で提供されている（公立病院等公的機関で受領）。

### フランス
市販薬（OTC）である。1999年、緊急避妊薬が医師の診察を受けずに入手できるようになり、2022年1月には未成年者や学生は無料かつ匿名で薬局や学校で手に入れられるようになった。また、25歳以下の人は無料で避妊（避妊薬に関連する医師への相談、医療処置も含む）をできるようになった。2023年1月には、全ての年齢の女性が医師の処方箋が無くても緊急避妊薬を無料で入手できるようになり、加えて25歳以下の人は性感染症を予防するためのコンドームも薬局で無料で入手できるようになり、性感染症の検査も無料化された。コンドームの無料提供は、フランスにおける性感染症の発生率が2020年と2021年に約30％増加したことを受けたものであり、2022年12月にマクロン大統領は「これは"予防医療 "における小さな革命であり、私たちの若者が性交中に自分の身を守るために必要不可欠である」と述べている。また、マクロン大統領は男女ともにHIVワクチンを接種する必要性を強調している。
1920年、フランスでは避妊は法律で禁止され、中絶も違法だった。しかし、「避妊とは、女性が自分の体を自分で管理する権利である」との観点から、1965年に避妊が、1975年に中絶が合法化された。フランス女男平等高等評議会のクレール・ギュイロー事務局長は、男性優位社会では男性が子孫を増やすために女性の避妊や中絶が禁止してきた歴史に触れ、「女性自身が妊娠出産するかしないかを決められる社会は、女性が男性に支配されていない証である」と述べている。
1969年、フランスで経口避妊薬が利用可能になり、2013年に未成年の女性は無料かつ匿名で入手できるようになった。2016年の調査では、女性の71.8％が自分自身で行う避妊（経口避妊薬33.2％、子宮内避妊器具25.6％、パッチなど）を選択し、コンドームによる避妊は15.5％だった。1982年以来、中絶は社会保障制度給付金によって費用の大半が払い戻されるようになり、2013年以降は全額払い戻されるようになった。1988年、手術よりも安全で安価な経口妊娠中絶薬が認可された。また、出産に関わる費用は全額払い戻され、72％の女性は麻酔を利用する。

### アメリカ
市販薬（OTC）であり、病院、非営利団体、学校では無料提供も行われている。一部の大学では自販機でも販売している。
2013年より、年齢制限なく誰でも処方箋なしで緊急避妊薬「レボノルゲストレル（販売名:プランB）」の購入が可能となった。ジャーナル紙の調査では、アメリカ食品医薬品局FDAの決定にもかかわらず、10代の若者の覆面調査では薬局で容易に緊急避妊薬を入手できたのは28%のみにとどまり、3%が氏名などの個人情報を確認されていた。また、緊急避妊薬は排卵を遅らせて妊娠を防ぐ薬だが、中絶を引き起こすという誤解があると指摘された。アメリカでは、宗教上の理由で雇用主や民間の保険会社に緊急避妊薬の適用除外を認めているケースや、メディケイド（医療給付制度）の適用を制限する州がある。
アメリカでは、10代の出産率が他の高所得国と比べて高く、19歳までに3分の2は性交を経験し、10代の避妊法はコンドームが多い。性暴力は、青年期の意図しない妊娠の要因の1つであり、11%の若者が何らかの性暴力を経験している。発達障害やその他の障害を持つ若者は、性的虐待や性暴力を経験するリスクが2倍高いと推定されるため、本人や家族は緊急避妊薬について知ることが勧められる。アメリカでは、性行為の減少ではなく、避妊方法の改善が、10代の妊娠リスクの減少に大きく貢献している。米国小児科学会（AAP）は10代の妊娠を減らすために定期的なカウンセリングや緊急避妊薬を含めた避妊法を推奨し、緊急避妊薬の投与前には診察や妊娠検査は必要ないとしている。緊急避妊薬は、成立した妊娠を妨げる中絶薬ではないという事実や、青少年の性行為を増やしたり、コンドームを使用する機会を減らさないことを示す研究にがあるにもかかわらず、医師や薬剤師の個人的価値観は、特に青少年の緊急避妊薬へのアクセスに悪影響を与えている。10代の若者に、状況に関係なく緊急避妊薬の提供を拒否する医師や、性的暴行があった場合にのみ提供する医師、購入に際して不当な年齢制限をかける薬剤師がいる。米国小児科学会は、医師には合法的に利用可能な治療法について患者に知らせる義務があり、それらのサービスを提供し教育する他の医師を患者に紹介する道徳的義務があると声明を出している。
2023年7月、人工妊娠中絶をめぐり国を二分する議論となり共和党が強い州を中心に中絶を厳しく制限する動きが相次いでいることから、アメリカのFDA＝食品医薬品局は、経口避妊薬（ピル）を医師の処方箋なしに薬局などで販売することを承認した。

### カナダ
市販薬（OTC）である。2000年12月からブリティッシュコロンビア州では、薬剤師が処方箋なしで緊急避妊薬を提供しているが、研究期間中に緊急避妊薬を3回以上使用したのはユーザーのわずか2.1%と稀だった。

### イギリス
市販薬（OTC）である。国民保険サービス（NHS）の加入者は無料で、病院や学校では無料提供も行われている。
2001年に薬局で薬剤師の服薬説明のもとで処方箋なしで購入できるBPC医薬品になったが、訓練を受けた薬剤師の不在や在庫不足のために、5人に1人が薬を入手できていなかった。またその場で飲むことや身分証を求められた事例もあったため、市販薬化すべきとの意見があった。

### オーストラリア
薬局で薬剤師の服薬説明のもとで処方箋なしで購入できるBPC医薬品である。2020年に緊急避妊薬を求める女性が、薬剤師に性的暴行または性感染症の症状の有無を問診に記述するように誤って指導されたことが問題になった。プライベートな質問が個室ではない場所で行われることで女性に恥をかかせ、購入を思いとどまらせる可能性が懸念された。

### ドイツ
2015年から、処方箋なしに薬局で薬剤師の服薬説明のもとで販売されるBPC医薬品であり、病院では無料提供も行われている。しかし、広告の制限がないフランスと比べ、ドイツでは女性を自身の「無責任」から守るために緊急避妊薬の広告が禁止されており、そのことが緊急避妊薬への認知が進まない一因ではないかと指摘されている。ドイツでは25%の女性が、避妊に失敗した場合に緊急避妊薬が使えることを知らず、50%の女性は処方箋なしで薬局で緊急避妊薬が入手できることを知らない。グラマー誌ドイツ版は、「必要な避妊へのアクセスを困難にすることは、身体の自己決定権を著しく制限することになる」「妊娠するには通常2人必要だが、女性だけが責任を負う」「ドイツの政治は後進的で差別的なものであり、とっくの昔に廃止されるはずのもの」「緊急避妊薬の広告禁止は必要ない。必要なのは、より良い教育と、女性に男性と同じ権利を与える政策である」と述べている。

## 宗教における緊急避妊薬への批判
緊急避妊薬は、宗教的または道徳的な信念のために拒否される最も一般的な薬である。キリスト教の福音派プロテスタントやカトリックなどキリスト教保守派は、中絶は殺人の罪であるとして反対し、緊急避妊薬に関しても、「避妊」ではなく「中絶」であるとして反対している。
カトリック教会には、「人間の生命は受精の瞬間から尊重され、絶対に保護されなければならない」「中絶に協力することは重大な犯罪である」という教えがあり、「自然調節（タイミング法）」以外のコンドーム等の人工的な避妊法も否定している。カトリック教会は中絶、避妊、不妊手術、胚性幹細胞治療に反対しているため、医療提供者が宗教等を理由に特定の医療サービスを提供しないことを許可する「アメリカの医学における良心条項」が、カトリックの大学、病院、機関などで広く行使されている。
2020年10月31日、バチカンの教皇庁立生命アカデミーは、緊急避妊薬がイタリアの薬局で購入可能になったことを受けて、緊急避妊薬の作用は、主に受精卵の着床防止作用で中絶であるとする立場を表明し、配布、処方など協力した人も道義的責任を負うとした。
2010年、日本カトリック司教協議会はノルレボ錠の承認に反対意見を表明し、受精卵を着床しにくくしたり、着床が十分に完成する前に受精卵を流産させる極早期の中絶作用を持つ可能性が考えられるため、「その服用は積極的な中絶を目指しており、道徳的に認められない」と指摘した。
2013年2月、ドイツの2つのカトリック病院が、レイプ被害者に緊急避妊薬を提供することを拒否して非難を浴びた後、バチカン当局の承認を受け、緊急避妊薬を投与することを許可することで同意した。教会は中絶や人工的な避妊に反対しているが、レイプの場合、ドイツでは排卵や受精を防ぐ薬と、中絶を誘発する薬とを区別することになった。
2022年8月30日、アメリカでカトリックの看護師が、プランBとエラ（緊急避妊薬）の処方を拒否した後に解雇されたとして、CVSヘルスとその診療所を訴えた。CVSは、プランBとエラは避妊薬であり中絶薬ではないとし、看護師はカトリック教会が人間の生命として保護に値すると認めている胚を破壊する作用があるため、処方を拒否したとする。